# Migolska Gora
Migolska Gora este o localitate din comuna Mirna, Slovenia, cu o populație de 23 de locuitori.